# Trey Flowers
Robert Flowers III, detto Trey (Huntsville, 16 agosto 1993), è un giocatore di football americano statunitense che milita nel ruolo di defensive end per i New England Patriots della National Football League (NFL).

## Carriera

### New England Patriots
Flowers al college giocò a football con gli Arkansas Razorbacks dal 2011 al 2014. Fu scelto nel corso del quarto giro (101º assoluto) del Draft NFL 2015 dai New England Patriots. A causa di un infortunio alla spalla subito in una gara di pre-stagione fu attivo per una sola partita nella sua prima stagione, venendo inserito in lista infortunati il 1º dicembre 2015. Si mise in luce invece l'anno successivo, quando disputò tutte le 16 gare della stagione regolare, partendo come titolare nelle ultime otto e guidando la squadra con 7 sack. Il 5 febbraio 2017 partì come titolare nel Super Bowl LI vinto contro gli Atlanta Falcons per 34-28 ai tempi supplementari, in cui mise a segno 2,5 sack su Matt Ryan.
Nel 2018 Flowers guidò New England con 7,5 sack e forzò tre fumble, con la squadra che raggiunse il terzo Super Bowl consecutivo dove partì come titolare nella vittoria contro i Los Angeles Rams per 13-3.

## Palmarès

### Franchigia
- Super Bowl : 2

New England Patriots: LI, LIII
- American Football Conference Championship: 3

New England Patriots: 2016, 2017, 2018